# Bandar Khalifah (Bendahara)
Bandar Khalifah is een bestuurslaag in het regentschap Aceh Tamiang van de provincie Atjeh, Indonesië. Bandar Khalifah telt 949 inwoners (volkstelling 2010).